# Музичне товариство імені Миколи Леонтовича

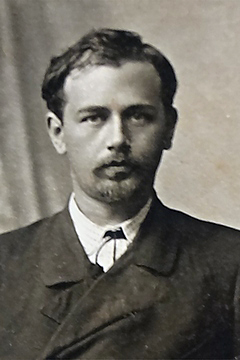
Микола Леонтович (1877—1921)

Товари́ство і́мені Мико́ли Леонто́вича — українська громадська організація, створена в лютому 1921 року (спочатку як Комітет пам'яті Миколи Леонтовича), яка ставила за мету піднесення та розвиток музичної культури в Україні. Діяла сім років — до лютого 1928 року.

## Створення Комітету
1 лютого 1921 року значна група діячів культури, професори й студентство зібралися в Київському музично-драматичному інституті імені Микола Лисенка, щоб за християнським звичаєм відзначити 9 днів по смерті Миколи Леонтовича. Нашвидко, але з великою відповідальністю спорядили концерт з творів Леонтовича, виступили зі словами жалю й скорботи.
По концерті урядили Комітет пам'яті Миколи Леонтовича і вирішили розпочати свою роботу з першого питання — з'ясування обставин вбивства митця. До складу Комітету увійшли:
- Кирило Стеценко (1882—1922) — видатний український композитор, фундатор Комітету;
- Юхим Михайлів (1885—1935) — художник-символіст, поет, мистецтвознавець, перший голова Комітету;
- Олесь Чапківський (1884—1938) — журналіст-критик, мистецтвознавець, секретар Комітету;
- Пилип Козицький (1893—1960) — композитор, педагог, заступник голови Комітету;
- Климент Квітка (1880—1953) — вчений, фольклорист;
- Дмитро Ревуцький (1881—1941) — фольклорист, мистецтвознавець, філолог, перекладач;
- композитори, більшість з яких були і диригентами:
  - Яків Степовий (1883—1921),
  - Михайло Вериківський (1896—1962),
  - Борис Лятошинський (1895—1968),
  - Григорій Верьовка (1895—1964),
  - Федір Попадич (1877—1943),
  - Порфирій Демуцький (1860—1927),
  - Василь Верховинець (1880—1938),
  - Павло Гайда;
- вчений-теоретик, автор новітньої теорії ладів Болеслав Яворський (1877—1942);
- видатний український поет, у той час — хоровий диригент Павло Тичина (1891—1967);
- блискучий піаніст і відомий педагог Фелікс Блуменфельд (1863—1931);
- хоровий диригент, перший керівник знаменитої «Думки» — Нестор Городовенко (1885—1964);
- новатор театральної справи Лесь Курбас (1887—1937);
- відомий актор і театральний режисер Іван Садовський (1876—1948);
- славний бандурист, письменник, актор і мистецтвознавець Гнат Хоткевич (1877—1938);
- поет Валер'ян Поліщук (1897—1942);
- живописець, сценограф, актор, президент Української академії мистецтв Микола Бурачек (1871—1942);
- Сергій Єфремов (1876—1938) — видатний український вчений-літературознавець, історик української літератури;
- Данило Щербаківський (1877—1927) — історик мистецтва, музейний працівник;
- викладачі Музично-драматичного інституту імені Миколи Лисенка:
  - Сергій Дурдуківський (1880—1933) — диригент і співак;
  - Сергій Тележинський (1876-?) — диригент і композитор;
- Іван Волянський (1880—1949) — мистецтвознавець і педагог;
- Гнат Яструбецький (1877—1940) — мистецтвознавець, адміністратор капели «Думка», друг Миколи Леонтовича;
- Степан Васильченко (1879—1932) — український письменник, який в якості кореспондента супроводжував концертну подорож капели «Думка»;
- Антон Харченко (1887—1937) — кооператор і журналіст.

До складу Комітету були також уведені рідні Миколи Дмитровича як почесні члени:
- Дмитро Феофанович — батько,
- Клавдія Ферапонтівна — дружина покійного,
- Вікторія Леонтович та Олена Мончинська — його сестри.

Юридичне затвердження Комітету тривало два місяці і в квітні 1921 року нарешті увінчалися відповідним дозволом владних органів. Організатори Комітету одразу ж надіслали батькові композитора телеграму, в якій означили магістральний напрямок діяльності свого об'єднання:
| «25 квітня 1921 р. Вельмишановний отець Дмитрій. Президія Комітету пам'яти Миколи Леонтовича, повідомляючи Вас про заснування Всеукраїнського комітету пам'яти покійного, з метою вшанування його пам'яти, видання його творів і сприяння розвиткові української музичної культури, — висловлює Вам своє сердечне співчуття з приводу смерті Вашого сина і в купі з Вами тужить за одним з найкращих синів українського народу, і запрошує Вас до участи і праці в Комітеті як члена його. Нехай же довчасна смерть Миколи Дмитровича послужить справі відродження і розвитку національної культури» |

## Поповнення Комітету
Дуже швидко Комітет зріс до 53 членів. З них 45 — персональні члени, а 8 — творчі колективи. Серед діячів культури, що вступили до Комітету, були:
- музикознавець Адам Бабій,
- диригент і скрипаль Давид Бертьє,
- теоретик Анатолій Буцький,
- хорові диригенти та збирачі фольклору Михайло Гайдай, Ярослав Вітошинський та Омелян Вітошинський,
- піаністи і педагоги Костянтин Михайлов і Матвій Гозенпуд,
- мистецтвознавці Микола Качеровський, Юрій Масютин (Юрмас), Василь Петрушевський,
- хорові диригенти Костянтин Пігров, Микита Доценко, Кость Левицький, Микола Опришко, Микола Покровський, Василь Попівський, Олександр Студзінський, Елеонора Скрипчинська, Микита Калістратенко, Юрко Гиренко,
- співаки Анатолій Доліво-Соботницький (Москва), Олена Гангель, В'ячеслав Мерзляков,
- композитори Борис Яновський, Федір Надененко, Єгошуа Шейнін,
- художники Василь Кричевський, Борис Реріх, Анатолій Петрицький.

## Від комітету до товариства

Юхим Михайлів — перший голова товариства

На початку січня 1922 року секретаря Комітету Олеся Чапківського направили до Харкова, тодішньої столиці України, з клопотанням про підтримку діяльності групи митців і колективів республіки. На цей час уряд широко декларував утвердження в країні ленінської національної політики, що сприяло розв'язанню проблем Комітету пам'яті Леонтовича.
На підтримку своїх клопотань митці здійснили в Києві широку акцію з відзначення роковин смерті композитора, провели прилюдні загальні збори, видали листівку-портрет митця роботи Бориса Реріха, перейменували Гімназіальну вулицю у вулицю імені Миколи Леонтовича (що біля Володимирського собору), дали близько 60 концертів. Головний концерт-реквієм відбувся в театрі Київської опери (диригенти Михайло Вериківський та Нестор Городовенко). У Печорському клубі відбувся концерт хору-студії Леонтовича під орудою Павла Тичини.
26 лютого 1922 року в Харкові Колегія Головполітосвіти затвердила Положення про Комітет, перейменувала його в Музичне товариство імені Миколи Леонтовича, надала грошову субсидію.
1 квітня 1922 року офіційно на зборах колективу в 50 чоловік (майже весь склад) було прийнято нову назву і Положення, переобрано правління та створено перші дві комісії — музичну і музейну. Товариство очолили Юхим Михайлів (голова), Олесь Чапківський (секретар), Пилип Козицький (заступник голови).

## Діяльність товариства

Активісти товариства Юхим Михайлів, Михайло Вериківський, Пилип Козицький (крайні справа в першому ряду) серед діячів української культури. Грудень 1923 року.

1923 року справжньою подією став вихід журналу Товариства «Музика», здійснений під редакцією Миколи Грінченка (він з 1922 року за вельми трагічних обставин став мешканцем Києва).
Активно включився в діяльність Товариства Левко Ревуцький, якого восени 1924 року запросили на роботу до Музично-драматичного інституту імені Миколи Лисенка, тож він переїхав до Києва.
Про широку орієнтацію Товариства свідчило те, що 1926 року на його базі розпочала діяльність Асоціація сучасної музики (АСМ), яку утворили композитори Борис Лятошинський, Лев Ревуцький, Михайло Вериківський, Федір Надененко, Микола Радзієвський та інші.
Ще одним важливим напрямом роботи Товариства була постійна підтримка творчих зв'язків із діячами культури Західної України. Це випливало з того, що митці центральної України мислили себе як органічне ціле з тими, хто залишився по той бік кордону, вірили, що злука українського народу в січні 1919 року була знаменним актом для майбуття нації.
Починаючи з 1923 року і до січня 1928 року (тобто, до останнього місяця існування Товариства) у Києві (поодиноко у Харкові й Одесі) відбуваються «Галицькі музичні вечори», де звучать твори Станіслава Людкевича, Василя Барвінського, Остапа Нижанківського, Філарета Колесси, Дениса Січинського, Генрика Топольницького; проводяться вечори пам'яті Івана Франка, зустрічі з Філаретом Колессою та Василем Барвінським. Через них передаються на захід ноти та книжки, що друкуються силами Товариства.
Планувалися спільні заходи, конференції, фольклорні експедиції, з'їзди кобзарів і лірників. Більшість задуманого не вдалося здійснити через чисто політичні обставини, на які Товариство ніяк не могло вплинути.
У час розквіту своєї діяльності Товариство імені Миколи Леонтовича об'єднувало понад 200 членів, мало філії у Харкові, Одесі, Житомирі, Вінниці, Полтаві, Дніпропетровську, Миколаєві, Чернігові, Черкасах та інших містах.
На початок 1927 року у складі МТЛ по всій території України було відкрито, зареєстровано і діяло 69 філій та музичних осередків, що налічували близько 930 членів і 1013 музичних організацій з-поміж професійних музикантів і аматорів, котрі виступали у складі шкільних та студентських, селянських й робітничих хорів і ансамблів, камерних, духових, народних оркестрів тощо. Товариство зареєструвало хорів селянських — 347, робітничих — 211, шкільних — 367, оркестрів робітничих та селянських — 82, професіональних хорів — як «Думка», РУХ, ДУХ — 7. Прикметно, що більшість хорових колективів, зокрема і капели бандуристів, брали собі ім'я Леонтовича, чи Лисенка, що свідчило про авторитет цих митців у народних масах.
на початок 1927 року у складі МТЛ по всій території України було
відкрито, зареєстровано і діяло 69 філій 
Відбулися і деякі організаційні зміни в керівництві товариства: 1925 року його очолив Михайло Вериківський, секретарем обрали Миколу Грінченка. Пилип Козицький, у зв'язку з переїздом, керував Харківським осередком. Київську філію очолювали Григорій Верьовка, Микола Грінченко, Лев Ревуцький.
Активну участь в роботі Товариства брав Сергій Папа-Афанасопуло.
Піком визнання діяльності Товариства стали дві події 1927 року. Тоді саме членам Товариства (попри всі закиди у націоналістичній орієнтації) доручили організувати українську експозицію на Міжнародній виставці у Франкфурті-на-Майні. Там було представлено 391 експонат (музичні інструменти, нотні видання, макети оперних постановок, програмки та афіші), виступали українські співаки, зробив доповідь Пилип Козицький.
Але найвагомішим досягненням і визнанням творчого потенціалу композиторських сил Товариства стали підсумки всеукраїнського музичного конкурсу:
- першу премію здобули Лев Ревуцький за Симфонію № 2 та Борис Лятошинський за Увертюру на чотири українські теми;
- другу — Василь Золотарьов за Увертюру на українські теми та Увертюру-фантазію;
- третю — Пилип Козицький за хоровий диптих «Дивний флот» та Леонід Лісовський за кантату «Слава Україні».

## Припинення діяльності
Група композиторів харківської філії на початку 1926 року виступила з відкритим звинуваченням Товариства у проведенні української націоналістичної лінії та відхиленні від завдань революційного пролетарського мистецтва. Вони створили Асоціацію революційних композиторів України — АРКУ, яка, на відміну від Асоціації сучасної музики, повинна була, за їх думкою, повністю замінити Товариство.
3 жовтня 1926 року президія Товариства переводиться до Харкова, під «невсипне око» Наркомосу. За цей рік не вийшов жоден номер журналу «Музика» — «кубло ворожих ідей» (лише поодинокі листки «Музичної газети»). А в лютому 1928 року, піддавши діяльність Товариства нищівній критиці вже на урядовому рівні, його просто ліквідували й утворили ВУТОРМ — Всеукраїнське товариство революційних музикантів, «оскільки ім'я Леонтовича було визнане неактуальним для радянської доби».

## Сучасні дослідження
Хоч радянські енциклопедії, що видавалися в Україні, вміщували статті про Музичне товариство імені Миколи Леонтовича, але подані там відомості були надто куці, без списку літератури (очевидно, її й не було). І тільки в незалежній Україні з'явилися ґрунтовні публікації про Товариство. Це, передусім, праці музикознавця, кандидата мистецтвознавства Валентини Кузик.